# Elif Elmas
Elif Elmas (makedonska: Елиф Елмас), född 24 september 1999, är en makedonsk fotbollsspelare som spelar för RB Leipzig i Bundesliga. Han representerar även Nordmakedoniens landslag.
2019 blev han vald till årets spelare i Nordmakedonien.